# Čemažar
Čemažar je priimek v Sloveniji, ki ga je po podatkih Statističnega urada Republike Slovenije na dan 1. januarja 2010 uporabljalo 246 oseb in je med vsemi priimki po pogostosti uporabe uvrščen na 1.684. mesto.

## Znani nosilci priimka
- Antonio Čemažar Toni, celjski ulični glasbenik, pevec in dobrodelnež
- Franc Čemažar (1899–1978), matematik, šolnik (gimnazijski ravnatelj)
- Jakob Čemažar (1874–1924), duhovnik, narodni delavec, žrtev fašističnega nasilja
- Janez Čemažar (1934–2015), agronom, ekonomist ...?
- Jerneja Čemažar, flavtistka
- Josip Čemažar (1891–1959), litograf (tiskar)
- Lojze Čemažar (*1950), slikar z versko motiviko
- Lojze Čemažar ml., oblikovalec, izdelovalec vitrajev
- Lucija Čemažar, zdravnica, violinstka
- Maja Čemažar (*1968), biologinja, eksperimentalna onkologinja, univ. profesorica (MF...)
- Maša Čemažar (*1977), teniška igralka
- Maša Čemažar, biotehnologinja
- Matevž Čemažar, hokejist
- Matjaž Čemažar, menedžer (Domel)
- Miha Čemažar, španski borec
- Nejc Jaka Čemažar (*2000), nogometaš
- Nik Čemažar (*1999), kolesar
- Peter Čemažar, duhovnik
- Zvonko Čemažar (1927–2010), pesnik, besedilopisec